# RAF Molesworth
Pour les articles homonymes, voir Molesworth.
La Royal Air Force Molesworth (RAF Molesworth) est une base de la Royal Air Force située près de Molesworth, dans le Cambridgeshire, en Angleterre.
Ses installations aéronautiques sont fermées en 1973 puis démolies. De nouvelles installations sont ensuite construites pour soutenir le déploiement de missiles de croisière au début des années 1980. Il s'agit de l'une des deux bases britanniques abritant des missiles de croisière. Désormais, c'est l'installation est sous le contrôle de l'US Air Force (USAF). Molesworth, RAF Alconbury et RAF Upwood (en) sont considérées comme la « zone des trois bases » en raison de leur proximité géographique et de leur interdépendance jusqu'à la fermeture de la RAF Upwood fin 2012.
La RAF Alconbury et la RAF Molesworth sont les derniers aérodromes de la 8th Air Force de la Seconde Guerre mondiale au Royaume-Uni qui sont encore activement utilisés et contrôlés par l'armée de l'air américaine. C'est depuis Molesworth, le 4 juillet 1942, que la première mission de la 8th Air Force a survolé le territoire occupé par les nazis.
Aujourd'hui, la base abrite le Joint Intelligence Operations Center Europe Analytic Center (en) et un certain nombre d'unités du 423rd Air Base Group (en).

## Historique

### Première Guerre mondiale
Le Royal Flying Corps choisit l'emplacement pour établir un aérodrome dans le Huntingdonshire, près du village d'Old Weston, pendant la Première Guerre mondiale. La première unité navigante à arriver est le No. 75 Squadron. L'unité emploie des B.E.2 (un avion de reconnaissance et d'observation d'artillerie largement utilisé au combat sur le front occidental) pour la formation de pilotes. L'escadron reste sur l'aérodrome jusqu'en septembre 1917.

### Seconde Guerre mondiale

#### Utilisation par la RAAF et la RAF
Au début de la Seconde Guerre mondiale, le ministère de l'Air choisit la zone pour établir la RAF Station Molesworth. L'aérodrome est construit entre 1940 et 1941. La première unité navigante de l'emprise est le 460 Squadron (en) de la Royal Australian Air Force avec ses Vickers Wellington IV. L'unité quitte Molesworth le 4 janvier 1942. Le 159 Squadron (en) du RAF Bomber Command s'installe peu de temps après, mais cette unité ne reste pas longtemps, partant pour le Moyen-Orient le 12 janvier 1942.

#### Utilisation par l'USAAF

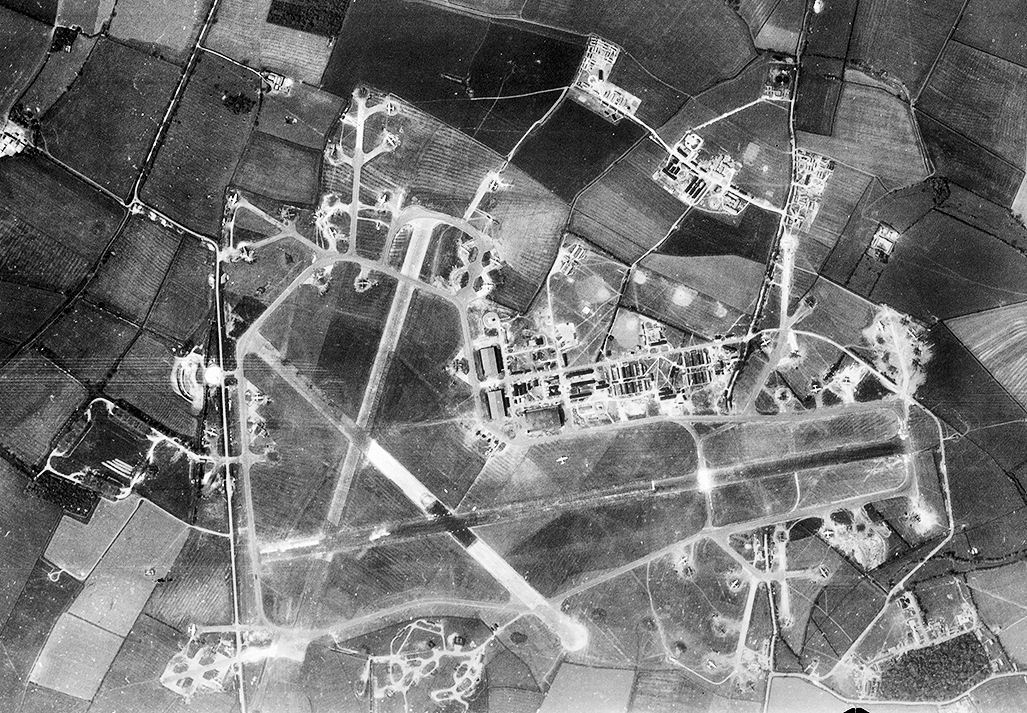
Photographie aérienne de la RAF Molesworth, le 9 mai 1944.

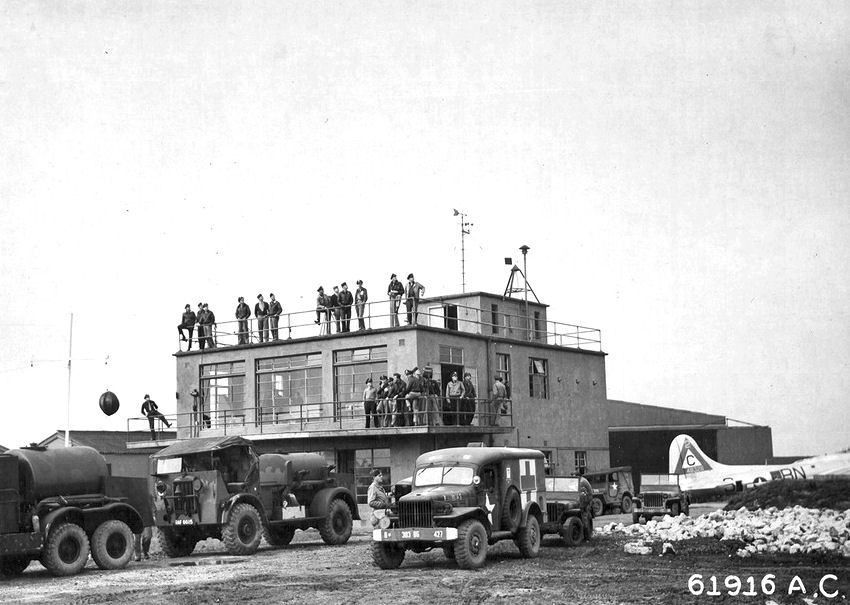
La tour de contrôle de la RAF Molesworth, le 28 septembre 1944.

Molesworth est l'une des premières installations de la 8th Air Force de l'United States Army Air Forces. En février 1942, le général Ira Eaker et quatre militaires américains inspectent Molesworth en vue d'une éventuelle utilisation américaine. Au cours de la même année, l'installation est améliorée pour atteindre les normes d'aérodrome de classe A (en), selon les spécifications américaines pour les bombardiers lourds quadrimoteurs. La piste principale est allongée pour atteindre les 2 000 mètres et le nombre d'aires de stationnement est porté à cinquante. L'USAAF lui donne la désignation Station 107.

#### 15th Bombardment Squadron
La première unité de l'USAAF à utiliser Molesworth est le 15th Bombardment Squadron (en), qui arrive le 9 juin 1942 en provenance de la RAF Grafton Underwood (en). L'unité emploie des bombardiers légers Douglas Boston III (A-20). Le 15th fait à l'origine partie du 27th Bombardment Group (Light), affecté à la Fifth Air Force des îles Philippines. Les avions et le personnel du 27th Group ne rejoignent pas immédiatement l'installation, en raison de la détérioration de la situation aux Philippines à la suite de l'invasion japonaise, ils sont détournés vers l'Australie. Les membres survivants du 27th forment une unité de combat en Australie et combattent lors des campagnes des Indes néerlandaises et de la Nouvelle-Guinée. Lorsque le 27th Bombardment Group est mis en sommeil et transféré aux États-Unis pour être rééquipé, les membres survivants du groupe sont d'abord envoyés aux États-Unis, puis au Royaume-Uni en mai où ils reçoivent leurs Boston du No. 226 Squadron de la RAF.
Après quelques semaines de formation et de familiarisation avec le nouvel avion, le 4 juillet 1942, six équipages américains du 15th Bomb Squadron se joignent à six équipages de la RAF de la RAF Swanton Morley (en) pour une attaque à basse altitude sur les aérodromes de la Luftwaffe aux Pays-Bas, devenant ainsi la première unité de l'USAAF à bombarder des cibles en Europe. Le raid du 4 juillet est spécifiquement ordonné par le général Henry H. « Hap » Arnold et approuvé par le président Roosevelt. Le général Arnold pense que le 4 juillet est le jour idéal pour que l'USAAF ouvre sa campagne de bombardement stratégique contre les nazis, mais aucun des groupes de bombardiers lourds de la 8th Air Force du général Carl Spaatz n'est prêt pour des missions opérationnelles. Deux des avions du 15th Squadron ne reviennent pas de la mission, ainsi qu'un avion de la RAF. L'avion du commandant d'escadron, le capitaine Charles Kegelman, est également gravement touché. Le général Spaatz considère la mission comme un coup monté déclenché par la pression de la presse américaine qui estime que les peuples des États-Unis et de la Grande-Bretagne ont besoin d'un coup de pouce psychologique. Cependant, Charles Kegelman reçoit la Distinguished Service Cross et son équivalent britannique pour sa bravoure lors de cette mission du 4 juillet, il est le premier aviateur de la 8th Air Force à recevoir la deuxième plus haute décoration de combat du pays.
Le 15th Bombardment Squadron effectue la plupart de ses missions depuis Molesworth avec ses Boston. L'unité ne reçoit ses avions Douglas A-20 Havoc de l'USAAF que le 5 septembre. Le Group est ensuite transféré sur la RAF Podington (en) jusqu'au 15 septembre, où il effectue quelques missions avant d'être transféré à la Twelfth Air Force pour soutenir les débarquements alliés en Afrique du Nord le 15 octobre 1942.

#### 303d Bombardment Group
Après le départ du 15th Bombardment Squadron, l'installation accueille les Boeing B-17 Flying Fortress du 358th Bombardment Squadron, le premier des quatre escadrons qui composent par la suite le 303d Bombardment Group (en), qui comprend les unités suivantes:
- 358th Bombardment Squadron (en) (Code VK)
- 359th Bombardment Squadron (en) (Code BN)
- 360th Bombardment Squadron (en) (Code PU)
- 427th Bombardment Squadron (en) (Code GN)

Le 358th Bombardment Squadron effectue la première mission du 303d Group le 17 novembre 1942. Le Group deviendra l'une des unités légendaires de la 8th Air Force. Le 303d participe à la première pénétration en Allemagne des bombardiers lourds de la 8th en frappant le chantier de sous-marins de Wilhelmshaven le 27 janvier 1943, puis attaque d'autres cibles comme l'industrie allemande, des gares de triage et d'autres cibles stratégiques. Ces cibles comprennent notamment les usines de roulements à billes de Schweinfurt (en), les chantiers navals de Brême et une usine de moteurs d'avion à Hambourg.
Le 303d Bombardment Group reçoit une Distinguished Unit Citation pour une opération le 11 janvier 1944, au cours de laquelle, malgré les attaques continues des chasseurs ennemis, il réussit à frapper une usine d'assemblage d'avions à Oschersleben.
Plus tard, le Group attaque des emplacements de canons et des ponts dans le Pas-de-Calais lors de l'opération Overlord, l'invasion de la Normandie, en juin 1944; il bombarde les troupes ennemies lors de l'opération Cobra, de l'évasion de Saint-Lo et de la bataille des Ardennes. Il participe également au bombardement des installations militaires près de Wesel lors de l'opération Lumberjack, l'assaut allié de l'autre côté du Rhin. Sa dernière mission de combat est une attaque le 25 avril 1945 contre une usine d'armement à Pilsen.
Le 31 mai 1945, le 303d Bomb Group quitte Molesworth pour s'installer à Casablanca, au Maroc.
Un monument en souvenir du 303d Bombardment Group se dresse à l'intérieur de l'entrée principale et est accessible au public.

##### Wulfe Hound
Un B-17F-27-BO du 360th Bombardement Squadron, surnommé Wulfe Hound (41-24585; code PU-B), est le premier Flying Fortress capturé par la Luftwaffe. Le 12 décembre 1942, après avoir attaqué une gare de triage ferroviaire dans la région française de Sotteville-lès-Rouen, le Wulfe Hound est attaqué par des chasseurs Focke-Wulf Fw 190. Les dommages contraignent le pilote, le 1Lt Paul F. Flickenge, à effectuer un atterrissage avec ses roues relevées dans un champ de foin près de Melun. Huit membres de l'équipage sont capturés, mais le 1Lt Gilbert T Showalter (navigateur) et le 2Lt Jack E. Williams (copilote) réussissent à échapper à la capture.
Le personnel allemand transport le B-17 jusqu'à la base aérienne de Leeuwarden aux Pays-Bas où il est réparé et mis en état de voler. Il est examiné et testé au centre de test et d'évaluation de la Luftwaffe à Rechlin (en). Le Wulfe Hound est piloté pour la première fois par les allemands le 17 mars 1943. Des tests afin de développer des tactiques de chasse contre les B-17 sont ensuite menés. Le 11 septembre 1943, l'appareil est ensuite transféré à l'unité d'opérations spéciales Kampfgeschwader 200 à Rangsdorf, en Allemagne, et participe à des entraînements et à des missions clandestines entre mai et juin 1944.
Le 20 avril 1945, l'avion est endommagé lors d'un raid aérien allié sur l'aérodrome d'Oranienburg. En 2000, le gouvernement allemand commence à réaménager cet ancien aérodrome et des morceaux du Wulfe Hound sont récupérés et conservés au Sachsenhausen Memorial Store.

### Utilisation par l'USAF

#### 582d Air Resupply Group

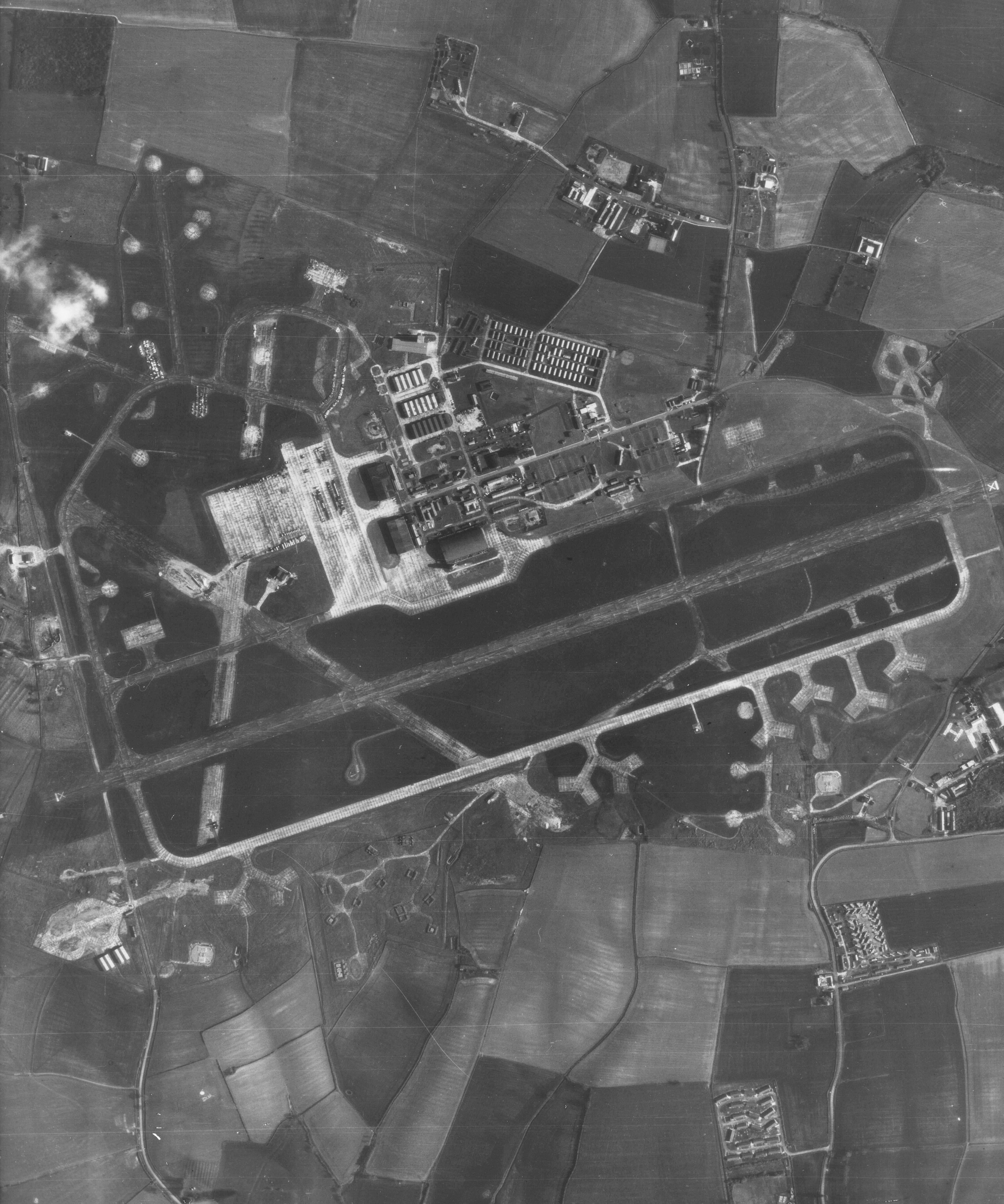
La RAF Molesworth au milieu des années 1960. Cette configuration a existé jusque vers 1980.

La RAF Molesworth est choisie en 1951 pour accueillir le 582d Air Resupply Group (en). L'unité est équipée de douze B-29, de quatre Grumman HU-16 Albatross, de trois C-119 Flying Boxcars (capables d'utiliser du matériel JATO) et d'un C-47. Le 582d est affecté à la Third Air Force (en) et a fourni un soutien aérien au 10th Special Forces Group (en). Le 25 octobre 1956, le Air Resupply Group est réorganisé et rebaptisé 42nd Troop Carrier Squadron (en). Cependant, l'unité a une courte vie et est mis en sommeil le 8 décembre 1957. Avec ce départ, Molesworth est mis en état de veille, même si des avions utilisent occasionnellement l'aérodrome; le terrain est officiellement désactivé en 1973.

#### 303d Tactical Missile Wing et missiles de croisière

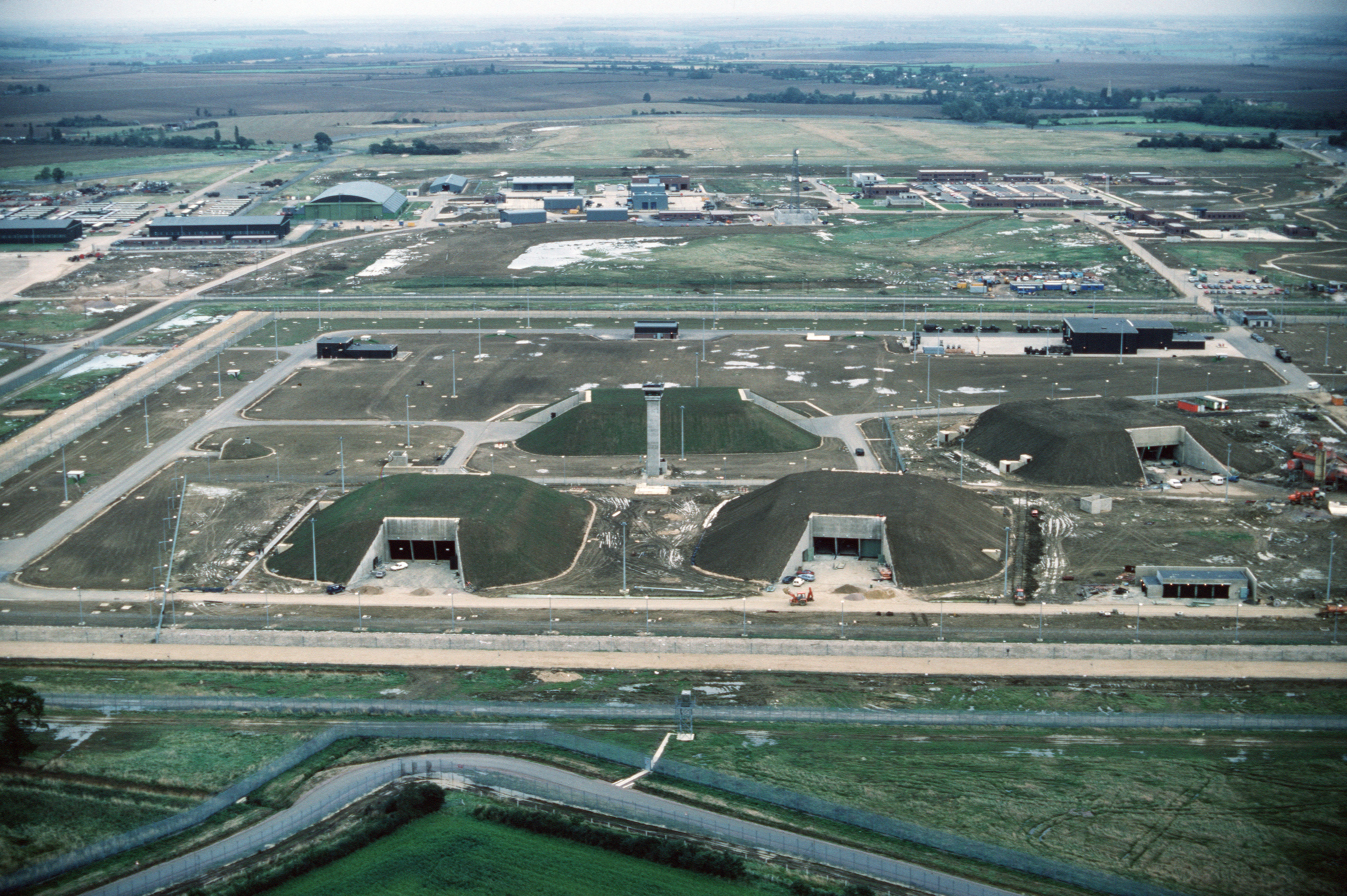
Bunkers de la RAF Molesworth en 1989.

En juin 1980, à la suite de la crise des euromissiles de 1979, la RAF Molesworth est sélectionnée comme l'une des deux bases britanniques pour accueillir des missiles de croisière (GLCM) à têtes nucléaires de l'US Air Force. Il s'agit de missiles de type « Gryphon », dérivés du Tomahawk. La majorité des GLCM sont déployés sur la RAF Greenham Common, l'autre base britannique selectionnée.
Au début des années 1980, le ministère de la Défense reconstruit Molesworth. Toutes les pistes, voies de circulation et aires de stationnement de la Seconde Guerre mondiale, ainsi qu'une piste d'atterrissage pour avions à réaction, sont détruites. Les seuls vestiges survivants de la Seconde Guerre mondiale sont deux hangars T.2 et un hangar de type J. Un groupe de bâtiments datant de la guerre, dont des cabanes Nissen, existent toujours juste à l'est de l'installation, à l'intersection de la B660 et de Brington Road, à la limite d'Old Weston. Des bâtiments en ruine, datant pour la plupart des années 1950, sont également été démolis. À la place, des infrastructures destinées à accueillir des missiles nucléaires (bunkers de stockage, tour de guet, fosses de mitrailleuses) sont construites. Chacun des quatre bunkers contient trois baies abritant un tracteur-érecteur-lanceur (TEL)  de missiles de croisière BGM-109G et seize missiles, ainsi que deux centres de contrôle de lancement et un tracteur MAN KAT1 8x8. Comme Molesworth n'a plus de piste, les missiles entrent et sortent d'Alconbury afin d'être transférés par route vers et depuis Molesworth.
Le 12 décembre 1986, la 303d Tactical Missile Wing (en) est mise en service. Cependant, les missiles et l'unité ne restent pas longtemps, les États-Unis et l'Union soviétique signent le Traité sur les forces nucléaires à portée intermédiaire en 1987, qui conduit au retrait de tous les missiles nucléaires de l'installation en octobre 1988. La 303d TMW est mise en sommeil le 30 janvier 1989.
Les infrastructures du GAMA (Zone d'Alerte et de Maintenance GLCM) sont partiellement intactes.

#### Joint Analysis Center
Le 11 janvier 1990, la RAF annonce la construction plus tard dans l'année du nouveau centre d'analyse du renseignement du Commandement des forces des États-Unis en Europe. Cette installation est également connue sous le nom de Joint Analysis Center (en) (JAC).
Un rapport du Bureau de l'Inspecteur général (en) de 2017 indique que la base accueille également d'autres unités similaires: la Direction de l'unité de renseignement (J2-M) du Commandement des États-Unis pour l'Afrique (AFRICOM), le Centre de soutien régional de la Defense Intelligence Agency, le Centre de fusion du renseignement de l'OTAN, un centre de formation au renseignement et une unité du système de collecte et d'exploitation des informations sur le champ de bataille (BICES) du sous-secrétariat à la Défense pour le renseignement. Le Joint Analysis Center et le J-2M de l'AFRICOM emploient environ 460 militaires américains et civils du ministère de la Défense.

#### Fermeture évoquée
Le 8 janvier 2015, le ministère britannique de la Défense annonce que les activités de l'US Air Force de la RAF Molesworth et de la RAF Alconbury vont être transférées sur la RAF Croughton dans le Northamptonshire,. Une annonce, début 2016, indique que le site est l'un des douze qui seront vendus dans le cadre de la stratégie immobilière du ministère de la Défense, bien qu'aucune date de vente ne soit donnée. En février 2019, le ministère de la Défense annonce finalement que la RAF Molesworth restera ouverte.

## Unités
Les unités basées sur l'installation sont:

### United States Air Force
- United States Air Forces in Europe (USAFE-AFAFRICA)
  - Third Air Force (en)
    - 501st Combat Support Wing
      - 423rd Air Base Group (en)

### Defense Intelligence Agency
- Joint Intelligence Operations Center Europe Analytic Center (en)

### Department of Defense
- Commandement des États-Unis pour l'Afrique (USAFRICOM)
  - Direction de l'unité de renseignement (J2-M)

### OTAN
- Centre de fusion du renseignement de l'OTAN

## Manifestations antinucléaires

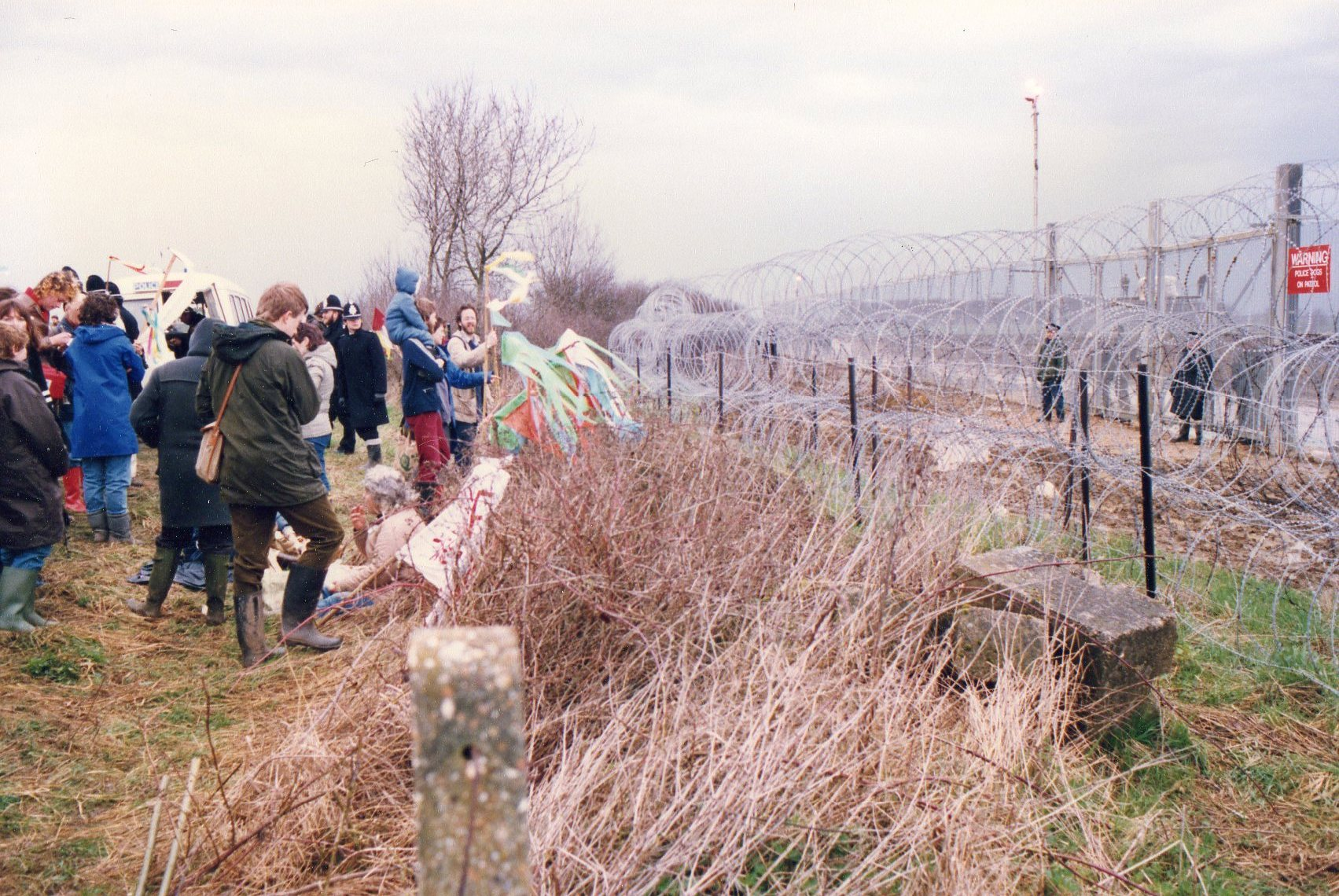
Manifestants devant les grillages.

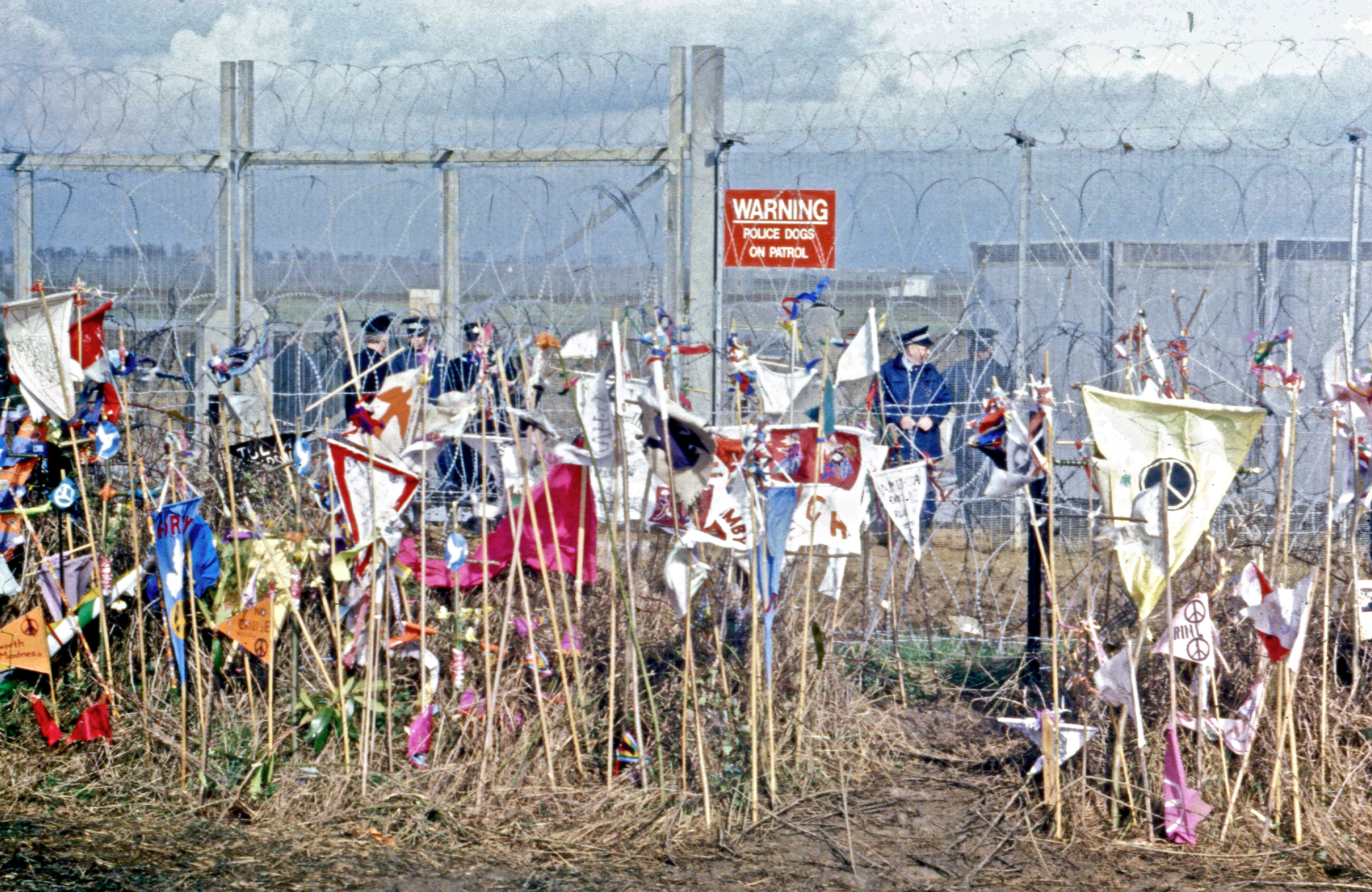
Pancartes de la CND sur la clôture de Molesworth.

La décision prise en 1980 d'héberger 64 missiles de croisière à Molesworth fait de la base un lieu important de protestation. En mai 1981, des membres de la Fellowship of Reconciliation, une organisation pacifique effectuant un pèlerinage à vélo depuis l'abbaye d'Iona jusqu'à la cathédrale de Canterbury, s'arrête sur la base non clôturée. L'évêque de Huntingdon, Gordon Roe (en), plante un cerisier. Le jour des Saints Innocents, le 28 décembre 1981, des membres de la Communauté de Réconciliation, du CND chrétien, du CND vert, et d'autres, établissent un camp pour la paix à la porte sud-est de la base pour protester contre le déploiement prévu.
Contrairement au camp de femmes pour la paix de Greenham Common, le camp pour la paix de Molesworth comprend à la fois des femmes et des hommes. Une chapelle multiconfessionnelle, une structure principalement en bois appelée Eirene (en grec « paix ») est offerte par Architects For Peace,.
Le Camp pour la paix est principalement établi sur un secteur connu sous le nom de Peace Corner, sur une boucle désaffectée de la B660. Ce camp est démantelé par les autorités en juillet 1983, mais est rétabli le long de la piste de Warren Lane, à l'ouest de la base.
La chapelle Eirene d'origine est détruite, mais une nouvelle est construite, en utilisant les décombres de l'ancienne piste, des briques et d'autres matériaux. La première pierre est posée par Satish Kumar le dimanche de Pâques 1984. Elle ne sera cependant jamais achevée.
En août 1984, une partie de l'aérodrome alors non clôturé est occupée par un groupe de militants écologistes, de nomades New Age, de Quakers, d'anarchistes et de campeurs pacifistes. L'occupation, qui prend le nom de « Village arc-en-ciel », reste sur les terres du ministère de la Défense pendant près de six mois. Un magazine, le Molesworth Bulletin, est imprimé sur place. Les membres du camp et les militants pacifistes utilisent une zone de terre pour cultiver du blé qui est ensuite envoyé en Érythrée.
Le 6 février 1985, 1 500 soldats et policiers sont déployés pour sécuriser le périmètre de la base pour le compte du ministère de la Défense. L'opération est décrite comme « peut-être l'événement le plus dramatique de toutes les campagnes pacifistes et antinucléaires des années 1980 » au Royaume-Uni. Les troupes s'entraînent pendant plusieurs semaines au déploiement rapide d'une clôture métallique de trois mètres de haut avec du barbelé concertina, derrière laquelle une chaussée en béton de 5 mètres est construite, puis une seconde clôture en acier Weldmesh de 3 mètres de haut. Des projecteurs sont installés tous les 100 mètres, et la police du ministère de la Défense et des gardes armés doivent patrouiller autour de la clôture 24 heures sur 24. Le secrétaire d'État à la Défense, Michael Heseltine, arrive avec un hélicoptère de la RAF, en portant une veste de camouflage par-dessus son costume. Les routes autour de la base sont bloquées par des camions transportant des matériaux de construction et des clôtures. Le coût de l'opération de dégagement et de clôture de la RAF Molesworth est de l'ordre de 6,5 millions de livres sterling.
Par la suite, la seule structure qui reste sur le terrain militaire est la chapelle de la paix Eirene. Celle-ci est clôturée par les autorités militaires et démolie le 14 avril 1986. Au cours des années suivantes, le Jardin de la Paix est entretenu de manière ponctuelle par un réseau de jardiniers de Molesworth. Un panneau commémoratif est érigé en 1999 et remplacé en juin 2019.